# ペット (漫画)
『ペット』は、三宅乱丈による日本の漫画。『ビッグコミックスピリッツ』（小学館）にて、2003年より連載が開始され、2009年に改稿による完全版「ペット リマスター・エディション」がビームコミックス（当時はエンターブレイン刊、現在はKADOKAWA刊）より単行本として刊行された。
メディアミックスとして、2018年と2019年にリマスター版を原作とする2本の舞台公演が行われ、2020年にテレビアニメが放送された。
続編として『fish -フィッシュ-』がある。

## あらすじ
中国マフィア「会社」に属するヒロキ、悟、司らペットたちは「イメージ」という特殊能力を使い、人の記憶を操作することで「会社」の犯罪に加担してきた。だが、この改竄に失敗し、記憶の辻褄がうまく合わなくなってしまった場合、人は「潰れ」て廃人と化してしまう。「会社」のやり口に強い不満を抱えながらも、ヒロキは相棒であり自分のヤマ親である司と、ただ一緒にいることだけを望みに日々を過ごしていた。
一方、悟はヤマ親である林ともう2年も離れ離れになっていた。性格の悪い桂木と組まされる日々に耐えながら、ヤマ親の林に再び会える日を待ち続けていた。
司に守られ無垢なまま育ったヒロキは、悟と深く関わるうち、司が自分に様々な隠しごとをしていることに気が付いてしまう。
そんななか、2年前に「会社」から逃亡した林が日本に姿を現した。林が悟を連れ出しに来たと見た司は桂木ら社員を引き連れて林の確保に向かった。

## 用語
場所
人の記憶が詰まっている部分のこと。ペットたちは催眠術などを用いて人の記憶の場所に潜り込み、記憶の中の人物に成り代わったりすることで記憶を改変する。
「場所」の中でも「ヤマ」と「タニ」の2つは人格形成において特別な意味を持ち、どちらかひとつでも壊せば人は「潰れて」しまい、日常生活も送れなくなってしまう。
ヤマ
「ヤマ」とはその人の心を支え続ける、最も尊く大切な記憶の「場所」のこと。その場所を書き換えたり壊したりすることで記憶の改変や廃人化が起こる。普通の人間はそれぞれ自分の「ヤマ」を持っているが、ペットたちは持っていないので最初はヤマ親からヤマを分けられる。そのため、彼らが持つヤマの風景はそれぞれ似ている。
タニ
「タニ」とはその人の心を痛め続ける、最も忌むべき記憶によって作り上げられたトラウマのような「場所」である。「ヤマ」と同じく人格の根幹に関わるため、書き換えや破壊により記憶の改変や廃人化が起こる。
ペット
イメージを用いて記憶の改変を行える記憶操作術者たち。さまざまな催眠術や言葉で気持ちを操るなどの技術を使って人の記憶の場所に入り込み、イメージを使って記憶の書き換えまでも行うことができる。かつて林が司をいつも連れ回していたように見えたことから「ペット」と呼ばれるようになった。もともとの彼らは生まれつきの感応力の強さゆえにまともな記憶の形成ができず、絶えずぼうっとしたような状態であるが、ほかの能力者から心が安らぐ「ヤマ」を分けてもらい、感応しにくくするように「タニ」を使って鍵をかけることで一般的な人々と同じように日常生活が送れるようになっている。そのため、自分に「ヤマ」を分けてくれた「ヤマ親」には異常なまでの愛着を示し、離れることを極端に恐れる。
記憶をも変えられるため会社からは重宝されると同時に警戒されており、十重二十重に監視が付けられている。
潰し屋
ターゲットになった人間の記憶を改変したり、時に「ヤマ」や「タニ」を破壊して廃人に追い込むこともある能力者。イメージを持たないため、記憶の改変などはほとんど行えず人格破壊による廃人化のみを行う。桂木、ロン、ジンらがこれにあたる。
会社
本作の登場人物たちが属する中国マフィアの呼称。麻薬売買や武器密輸、殺人などの犯罪を行なっており、潰し屋、ペットらを使って人の記憶を操ることで勢力を伸ばしてきた。組織にとって危険な者は殺すことも厭わない。
社員
会社に所属する者たちのこと。桂木、林、司らがこれにあたる。会社のさまざまな犯罪の指示役。社員は会社への忠誠心が強く信頼を得た者しかなることができない。会社はほかにも「社員」より下のさまざまな人間を使って仕事を行なっている。
イメージ
記憶操作能力者がその能力を使用する際に用いる疑似記憶。個人によって疑似記憶の形は異なる。ヒロキは「金魚」、司は「水」、悟は「ドア」、林は「風」、メイリンは「蝶」のイメージを使う。
ベビー
記憶操作能力者になりうる感応力の高い子供に「ヤマ」のみを分け与え、鍵の作り方を教えないまま能力のみを使えるようにしたもの。自らの記憶と外部との区別がつかないため、周囲とのコミュニケーションが取れない。分け与えられた「ヤマ」を意識しているときのみ、「ヤマ」の中で自我を保っていることができる。
鍵
人の記憶に感応しすぎるせいで自らの記憶を形作れない記憶操作能力者が「ヤマ親」からもらった「ヤマ」を「タニ」を使って覆い隠し、感応を鈍くすること。また、「ヤマ」に勝手に入られて記憶を操作されたり、潰されたりしないようにするための防壁。そのため鍵を作ることができないと他人の記憶に感応しすぎ、記憶と外部の区別がつかず、周囲とのコミュニケーションが取れない状態となる。
気功術師
かつて会社に所属していた術師たち。作中詳しくは触れられないが、ペットや潰し屋のように人を潰す能力を持っていたらしい。彼らの一人の裏切りにより社長の父親は殺されたため、社長によって皆殺しにされている。

## 登場人物
演の項は舞台版の俳優、声の項はテレビアニメ版の声優。
ヒロキ
演・声 - 植田圭輔、声 - 小市眞琴（幼少期）
主人公。「ヤマ親」は司。イメージは金魚。天真爛漫で生意気、かつ喧嘩っ早い性格だが、心根はとても優しく、殺人も厭わない会社の仕事に加担するのを嫌っている。悟より2歳年下。司のことが何よりも大事で、いつか彼と一緒にまともな生活をすることを夢見ている。自分が「ペット」と呼ばれていることを知らない。「タニ」が嫌いなために鍵がゆるく、感能力が非常に強い。
司
演 - 桑野晃輔 / 声 - 谷山紀章、大地葉（幼少期）
ヒロキの「ヤマ親」。イメージは水。元は臓器売買用の子どもだが、林に見出されて「ヤマ」を分け与えられ、記憶操作能力者になった。林が悟を引き取る際に代わりに林から引き離されてしまい、その時言われた林の言いつけを守り続けて会社のために働いている。「イメージ」や「ヤマ」、「タニ」の働きを独自によく探求し、理解している。また、上昇志向が強く、表向きは桂木に従っているが、内部の序列では桂木より上の位の「社員」にまで昇進し、さらに作中での功績により、「社長の息子」の地位にまで昇格した。一方で「会社」が簡単には自分たちを逃がさないことを熟知しており、会社から逃げ出したがるヒロキとの間で板挟みになっている。
悟
演 - 谷佳樹 / 声 - 小野友樹、朝井彩加（幼少期）
「ヤマ親」は林。イメージはドア。林がヤマを分けたペット。子どもの頃、林に引き取られて彼に育てられた。会社の仕事の際は主に桂木と行動を共にしているが彼の性格の悪さに辟易している。林と過ごした時間が長いため、彼から学んだテクニックを使ってある程度会社がつけた見張りの目を欺くことに長けている。作中ではそのことで林のメッセージを受け取ることに成功している。イメージがドアであることから、開ければすぐに目的の記憶の場所に着くことができるが、「タニ」の前ではドアが開かなくなってしまうこともある。「ヤマ親」の林とは２年前から連絡が取れておらず、帰りを待ち続けている。
林
演 - 萩野崇 / 声 - 加瀬康之
元「社員」で、司と悟の「ヤマ親」。イメージは風を使っており、記憶に入る速度も速く小さい隙間からでも侵入可能。彼自身には「ヤマ親」がおらず、15歳までまるで記憶を持たずに朦朧とした状態で育ったが、偶然他人の「ヤマ」を手に入れた。そのため、イメージを用いた記憶操作などの術は彼が発見し、彼が発展させてきた。もともと心優しい人柄で「会社」のやり方を快く思っていないが、司や悟を人質に取られるような形になり、「会社」に利用され続けていた。2年前に会社から逃亡したが、ある目的のために突如日本に姿を現わした。
桂木
演 - 君沢ユウキ / 声 - 咲野俊介、石井隆之（少年期）
「社員」で、イメージを持たない潰し屋。ネコが嫌い。以前は司をペットとして使っていたが、現在では司の部下となっている。ひねくれて嫌味な性格をしており、さらに若干間の抜けたようなところがあるが、それは林も関わる彼の過去に理由がある。社員としてはかなりの古株であり、林とも付き合いが長い。
社長
声 - 飛田展男
「会社」と呼称される中国マフィアの首領。林やペットたちの絆を巧妙に利用して縛り付け、会社の犯罪行為を手伝わせてきた。彼の父親は気功術師と呼ばれるグループを利用していたが、気功術師たちの裏切りに遭い、父親を目の前で殺された。以降、顔を整形して名前も「趙金貴（チャオ・キングイ）」と変えている。
ロン
演 - 伊勢大貴 / 声 - 遊佐浩二
社長の甥であり、イメージを持たない潰し屋。「社長の息子」の地位にあり、後継者と目されている。潰し屋だが、メイリンを使うことで他人の記憶を改変することができる。非常に冷酷で、会社のためには他者を犠牲にすることを厭わない。精神操作能力者たちを警戒しており、とくに急速にのし上がってきた司を快く思っていない。
ジン
演 - あまりかなり / 声 - M・A・O
社長の姪で、イメージを持たない潰し屋。悟に会社を信用させ社員に勧誘するために接触、徐々に悟の信用を得ていった。主にロンと行動する。親の記憶がなく、母親のレンレンのことを知っている誰かの記憶に入ることで母親に会いたいと考えている。
メイリン
声 - 劉セイラ
まだ幼い少女で、かつて林に「ヤマ」を分けられたものの、鍵の作り方を教えられなかったため外部とまともなコミュニケーションが取れない。"会社の言うことを聞く良い子"という意味で「ベビー」と呼称されている。ロンのようなイメージを持たない潰し屋は、彼女の「イメージ」を利用してターゲットの記憶操作を行うことが可能。
レンレン
声 - 種﨑敦美
ジンの母親。作中ではすでに故人。他人の感情に感応しやすく、そのために精神が不安定だった。そのため、林らからケアを受けていたという。彼女が他人の記憶の場所に逆に感応することで人を「潰す」ことができることが分かったことから、潰し屋が生まれたとされる。

## 書誌情報

### 単行本
- 三宅乱丈 『ペット』 小学館〈ビッグコミックス〉、全5巻
  1. 2003年1月30日発売、ISBN 4-09-186651-4
  2. 2003年1月30日発売、ISBN 4-09-186652-2
  3. 2003年5月30日発売、ISBN 4-09-186653-0
  4. 2003年9月30日発売、ISBN 4-09-186654-9
  5. 2003年12月25日発売、ISBN 4-09-186655-7

### 完全版
- 三宅乱丈 『ペット リマスター・エディション』 エンターブレイン〈ビームコミックス〉、全5巻
  1. 2009年10月26日発売、ISBN 978-4-04-726088-7
  2. 2009年10月26日発売、ISBN 978-4-04-726089-4
  3. 2009年11月26日発売、ISBN 978-4-04-726126-6
  4. 2009年12月25日発売、ISBN 978-4-04-726210-2
  5. 2010年1月29日発売、ISBN 978-4-04-726278-2

## 舞台
2018年12月5日から9日まで草月ホールにて『舞台「pet」-壊れた水槽-』が公演され、2019年7月29日から8月4日まで神田明神ホールにて『舞台「pet」-虹のある場所-』が公演された。
総合監修をなるせゆうせい、演出・脚本を伊勢直弘、制作をオフィスインベーダーが担当する。

## テレビアニメ
2020年1月から3月までTOKYO MXほかにて『pet』のタイトルで放送された。リマスター・エディション版を原作としている。

### スタッフ
- 原作 - 三宅乱丈[4]
- 監督・音響演出 - 大森貴弘[4]
- 監督補佐 - 小竹歩[4]
- 企画プロデュース - 山本幸治
- シリーズ構成 - 村井さだゆき[4]
- キャラクター設計 - 羽山淳一[4]
- アニメーションキャラクターデザイン - 工藤昌史[4]
- 総作画監督 - 山田正樹、日向正樹[4]
- エフェクト・アクション作画監督 - 山田起生[4]
- プロップデザイン - 新妻大輔[4]
- 美術監督 - 秋山健太郎、座間智子[4]
- 色彩設計 - 岩沢れい子[4]
- 3DCGIディレクター - 原一晃[4]
- 撮影監督 - 森谷若奈[4]
- 編集 - 関一彦[4]
- 音楽 - 島秀行[4]
- 音楽制作 - フジパシフィックミュージック
- 音響制作 - Ai Addiction[4]
- アニメーションプロデューサー - 大高健生
- 制作 - ジェノスタジオ[4]
- 製作 - ツインエンジン[4]

### 主題歌
「蝶の飛ぶ水槽」
TK from 凛として時雨によるオープニングテーマ。作詞・作曲・編曲はTK。
「image _____」
眩暈SIRENによるエンディングテーマ。作詞は京寺、作曲はウルと眩暈SIREN、編曲はTK。TKがサウンドプロデュースを手掛ける。

### 各話リスト
| 話数   | サブタイトル   | 脚本         | 絵コンテ          | 演出                                                           | 作画監督 | 総作画監督        | 放送日        |
| ------ | -------------- | ------------ | ----------------- | -------------------------------------------------------------- | --- | ----------------- | ------------- |
| 第1話  | 潰し屋         | 村井さだゆき | 大森貴弘          | 小竹歩                                                         | 日向正樹 | 山田正樹          | 2020年 1月6日 |
| 第2話  | 「ヤマ」の景色 | 川又り絵     | 寺東克己          | 後藤康徳                                                       | 平野絵美 | 日向正樹          | 1月13日       |
| 第3話  | 仕事           | 村井さだゆき | 小竹歩            | 平向智子 サトウ光敏 小竹歩                                     | 門智明 山村俊了 西道拓哉 八木元喜 梅津茜 | 山田正樹          | 1月20日       |
| 第4話  | 袋の林         | 川又り絵     | 大城美幸          | 大城美幸                                                       | 大城美幸 徳田賢朗 平野絵美 戸沢東 | 日向正樹          | 1月27日       |
| 第5話  | 鍵             | 安永豊       | 寺東克己          | 鳥羽聡                                                         | 和田高明 戸沢東 | 山田正樹          | 2月3日        |
| 第6話  | 裏技           | 川又り絵     | 菅沼栄治          | 菅沼栄治                                                       | 徳田賢朗 大西秀明 梅津茜 八木元喜 菅沼栄治 徳田夢之介 岡崎洋美 岡田由起子                                                                                   | 日向正樹 山田正樹 | 2月10日       |
| 第7話  | リベンジ       | 安永豊       | 寺東克己          | 羽多野浩平 中村近世                                            | 門智明 小林ゆかり 五十子忍 鷲田敏弥 田之上慎 丸英男 | 山田正樹          | 2月17日       |
| 第8話  | 策謀           | 川又り絵     | 大城美幸          | 後藤康徳                                                       | 田寄雅郁 杉谷光一 青野厚司 池田早香 | 日向正樹          | 2月24日       |
| 第9話  | 風の道         | 安永豊       | 道解慎太郎        | 道解慎太郎 塚田拓郎                                            | 八木元喜 大西秀明 梅津茜 日向正樹 工藤糸織 丸英男 岡崎洋美 野間千賀子                                                                                       | 山田正樹          | 3月2日        |
| 第10話 | 壊れた水槽     | 川又り絵     | 望月智充          | 鳥羽聡                                                         | 平野絵美 和田高明 八木元喜 梅津茜 沓澤洋子 丸英男 | 日向正樹          | 3月9日        |
| 第11話 | 再会           | 川又り絵     | 尾崎隆晴          | 小野田雄亮                                                     | 門智昭 小林ゆかり 田之上慎 | 山田正樹          | 3月16日       |
| 第12話 | 伝書鳩         | 安永豊       | 大橋誉志光        | 大橋誉志光                                                     | 徳田賢朗 大島貞生 田寄雅郁 青野厚司 沓澤洋子 戸沢東 | 日向正樹          | 3月23日       |
| 第13話 | 虹             | 村井さだゆき | 寺東克己 大森貴弘 | 友田政晴 鈴木薫 平向智子 大橋誉志光 酒井原美樹 小竹歩 大森貴弘 | 輪和 山田正樹 大島貞生 丸英男 八木元喜 加藤明日美 青野厚司 田寄雅郁 工藤糸織 大西秀明 徳田賢朗 平野絵美 梅津茜 岩田幸大 日向正樹 永田詩央里 杉田葉子 藤優子 | 山田正樹          | 3月30日       |

### 放送局
| 放送期間                | 放送時間                     | 放送局     | 対象地域   | 備考                                                   |
| ----------------------- | ---------------------------- | ---------- | ---------- | ------------------------------------------------------ |
| 2020年1月6日 - 3月30日  | 月曜 22:00 - 22:30           | TOKYO MX   | 東京都     |                                                        |
|                         | 月曜 23:00 - 23:30           | BS11       | 日本全域   | BS放送 / 『ANIME+』枠                                  |
|                         |                              | AT-X       | 日本全域   | CS放送 / 字幕放送 / リピート放送あり                   |
| 2020年1月13日 - 3月30日 | 月曜 1:25 - 1:55（日曜深夜） | 北海道放送 | 北海道     | 原作者出身地 3月30日は第12話・第13話連続放送           |
| 2020年7月5日 - 9月27日  | 日曜 1:59 - 2:29（土曜深夜） | 中京テレビ | 中京広域圏 | 『チュッキョアニメ』枠 9月27日は第12話・第13話連続放送 |

インターネットでは2020年1月6日午前0時よりAmazonプライム・ビデオにて独占配信。初回は第1話および第2話が一挙配信される。